# Causalità universale
La causalità universale è la tesi secondo cui ogni cosa nell'universo ha una causa ed è quindi un effetto di quella causa. Ciò significa che se si verifica un determinato evento, questo è il risultato di un precedente evento correlato. Se un oggetto si trova in un certo stato, allora è in quello stato a causa di una precedente interazione di un altro oggetto con esso.
Nella filosofia occidentale l'idea di una causalità universale fu formulata in modo simile per secoli; tuttavia, le formulazioni contengono alcune profonde differenze nella metodologia e nei presupposti filosofici, quali:
(Platone, Timeo, 360 a.. ca)
(Alexander Spirkin, in Dialectical Materialism,1984)
Al contrario, nel 1912 Bertrand Russell affermò che la legge di causalità nella consueta formulazione dei filosofi è falsa e non trova impiego nelle scienze (forse con l'eccezione del loro stadio infantile). Tuttavia la sua posizione sulla causalità universale subì delle variazioni e "non era così ingenua come poteva sembrare". Nel 1927 Russell scrisse che la nozione di causalità universale segnò l'inizio della scienza e della filosofia.
I filosofi che credono nell'esistenza delle leggi fondamentali della natura, leggi universali e prive di eccezioni, nei tempi moderni furono indicati come "fondamentalisti". Coloro che si sforzano di argomentare l’assenza di queste leggi (per esempio mostrando che in molti casi le leggi delle scienze valgono ceteris paribus) sono detti "pluralisti" e rappresentano una minoranza.

## Come assiomi di causalità
Secondo William Whewell (visione ipotetico-deduttivista) il concetto di causalità universale dipende da tre assiomi:
1. Nulla avviene senza una causa;
2. L'entità di un effetto è proporzionale all'entità della sua causa.;
3. Per ogni azione c'è una reazione uguale e contraria (principio di azione-reazione).

Whewell scrive che il primo assioma è così chiaro che non richiede alcuna prova se si comprende solo l'idea di causa.
Un esempio è il seguente: se una palla da baseball si muove nell'aria, deve muoversi in questo modo a causa di una precedente interazione con un altro oggetto, ad esempio essere stata colpita da una mazza da baseball.
L’obiezione a tale assioma è che un assioma epistemologico è una verità evidente. Così l'«Assioma di causalità» pretende di essere una regola universale così ovvia da non aver bisogno di essere dimostrata per essere accettata. Tuttavia, l'esistenza di una tale regola è controversa anche tra gli epistemologi.

## Come legge di causalità universale o principio di causalità universale (PUC)
John Stuart Mill descrisse la legge di causalità universale nel modo seguente:
(System of Logic, 1872, Libro III p. 112.)
Contrariamente agli ipotetico-deduttivisti, Mill si concentrò sul ragionamento induttivo e sulle osservazioni nell'inquadrare la Legge di Causalità Universale, vale a dire che, utilizzando le caratteristiche di base dei metodi sperimentali, dopo l'analisi critica, riuscì a persuadere che questa legge è dimostrata per induzione meglio che con qualsiasi altra generalizzazione subordinata:
(System of Logic, 1872, Libro III, Capitolo V)
Anche la prova popolare e la risposta allo scetticismo (ad esempio quella di David Hume) è che il PUC fu vero in così tanti casi che, adottando il metodo scientifico di base del ragionamento induttivo di tipo enumerativo, risulta ragionevole asserire che esso è vero in ogni caso, essendo difficile concepire il controesempio di un evento privo di una causa.
La versione moderna della legge di causalità universale è collegata alla fisica newtoniana, ma fu anche oggetto di critiche, ad esempio da parte di David Hume che presentava una visione scettica riduzionista della causalità. Da allora in poi, il suo punto di vista sul concetto di causalità fu spesso quello dominante. Kant rispose a Hume sotto molti aspetti, difendendo la priorità della causalità universale
In un libro del 2017, Robert C. Koons e Timothy Pickavance sottolinearono quattro obiezioni al concetto di causalità universale:
1. Se assumiamo inoltre l'universalismo mereologico, la causalità universale non esclude l'autocausazione, che è controversa;
2. Principio causale pluralizzato: esistono versioni molteplici della causalità universale, che ammettono eccezioni al principio stesso;
3. Il principio della catena causale di Robert K. Meyer[12]: usa gli assiomi della teoria degli insiemi, presupponendo che qualcosa debba causare se stesso in un insieme di cause e quindi che la causalità universale non esclude l'auto-causazione;
4. regresso infinito.

## Spontaneità
Un'implicazione della causazione universale è che se un fenomeno sembra verificarsi senza alcuna causa esterna osservabile (cioè esterna), quest’ultima deve essere interna.

### Variazione
Un'altra implicazione della causalità Universale è che ogni cambiamento nell'universo è il risultato della continua applicazione delle leggi fisiche.

### Determinismo
Se tutti gli eventi sono relazioni di causa ed effetto che seguono regole universali, allora tutti gli eventi – passati, presenti e futuri – sono teoricamente determinati.

### Causa prima e possibili eccezioni
Se tutti gli effetti sono il risultato di cause precedenti, allora la causa di un dato effetto deve essere essa stessa l'effetto di una causa precedente, che a sua volta è l'effetto di una causa precedente, e così via, formando una catena logica ‘’infinita’’ di eventi che possono non avere un inizio.
Come eccezione alla regola della causalità universale, viene posta una causa prima non causata come logicamente necessaria. Una catena infinita di eventi è difficile da concepire nel mondo finito. Una possibile risposta è una catena di eventi che descrive un ‘’loop’’, ma in questo caso l'intero ciclo non avrebbe alcuna causa, pur autofondandosi. Il loop equivale a ipotizzare che l’universo esista da sempre e per sempre, vale a dire che sia infinito nel tempo.
Altre eccezioni al principio di causalità necessaria sono:
- contingente e necessario;
- ciò che può avere una causa;
- ciò che ha un inizio;
- ciò che è finito.